# First English Free Lutheran Church (Lostwood)

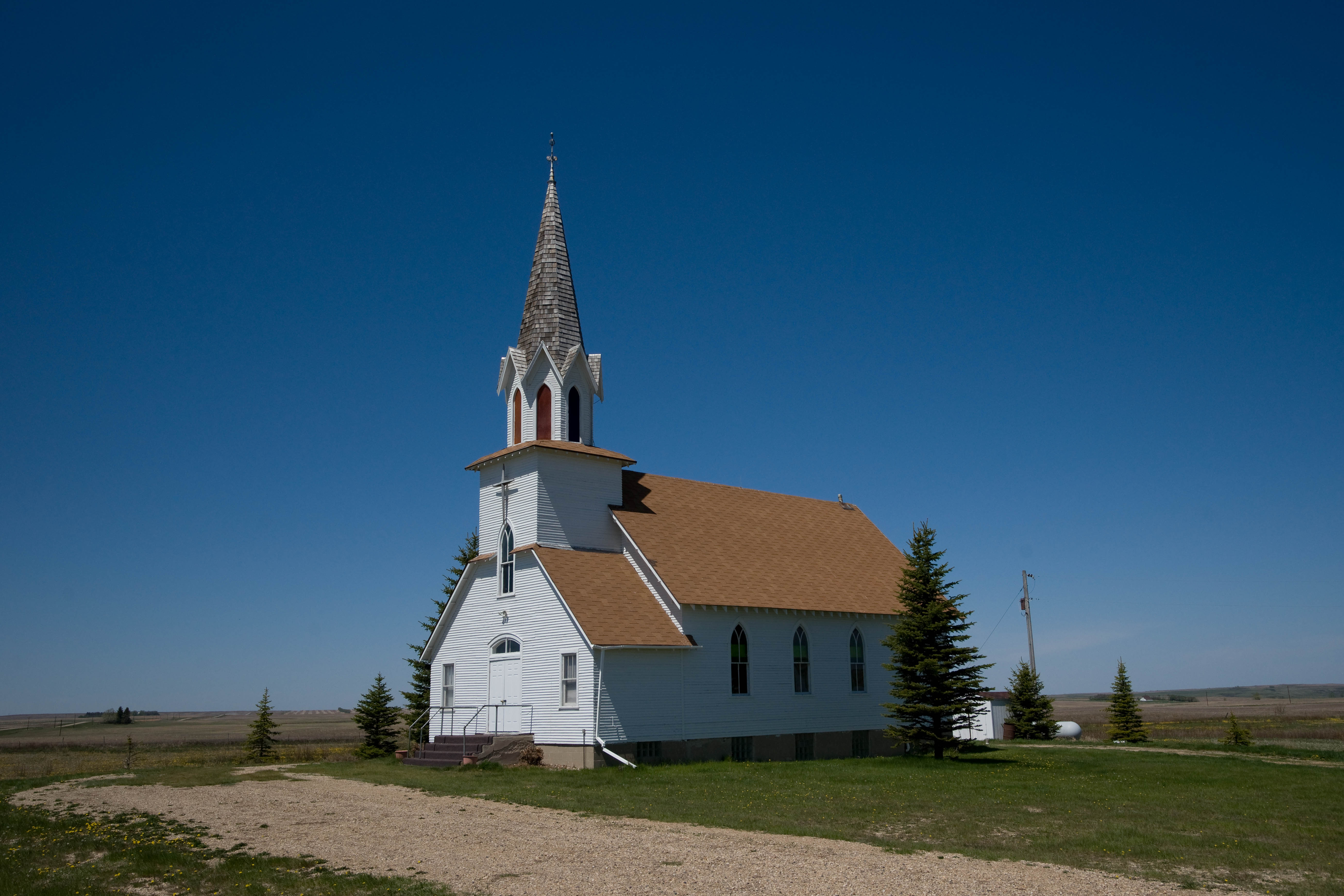
Lutheran Church of Lostwood

Die First English Free Lutheran Church ist eine evangelisch-lutherische Pfarrkirche in der Geisterstadt Lostwood im Mountrail County im US-Bundesstaat North Dakota. Obwohl Lostwood als Ortschaft nicht mehr existiert, ist das frei auf der Prärie stehende Gotteshaus immer noch Pfarrkirche für die Familien der umliegenden Farmen.

## Geschichte
Norwegische Einwanderer formierten sich 1913 in Lostwood zur Scandia Evangelish (sic!) Lutheran Church. Die Gemeindesatzung von 1916 wurde noch in norwegischer Sprache abgefasst. Seit 1921 lautet die Gemeindebezeichnung First English Free Lutheran Church of Lostwood. 1922 wurde das Kirchengebäude geweiht. Altar und Kanzel stammen aus dem Jahr 1942, 1949 erhielt die Kirche elektrische Anschlüsse. Bleiglasfenster wurden 1960 hinzugefügt. 1989 schloss sich die Kirchengemeinde der Association of Free Lutheran Congregations an. Durch Mittel aus dem Projekt Preservation North Dakota konnte die Kirche 2002 grundlegend saniert werden.